# Цибулін (Мазовецьке воєводство)
Цибулін (пол. Cybulin) — село в Польщі, у гміні Бодзанув Плоцького повіту Мазовецького воєводства.
Населення — 144 особи (2011).
У 1975-1998 роках село належало до Плоцького воєводства.

## Демографія
Демографічна структура станом на 31 березня 2011 року:
|          | Загалом | Допрацездатний вік | Працездатний вік | Постпрацездатний вік |
| -------- | ------- | ------------------ | ---------------- | -------------------- |
| Чоловіки | 79      | 16                 | 54               | 9                    |
| Жінки    | 65      | 12                 | 32               | 21                   |
| Разом    | 144     | 28                 | 86               | 30                   |